# Parque nacional Auyuittuq
El Parque Nacional Auyuittuq es un parque nacional situado en la isla de Baffin, en la península de Cumberland, en la región de Qikiqtaaluk en Nunavut, Canadá. Cuenta con muchos terrenos para el desarrollo de la vida silvestre del Ártico, como los fiordos, glaciares y campos de hielo. Aunque el parque Auyuittuq se estableció en 1976 como un parque nacional de reserva, pasó a ser un parque nacional en 2000.
Poca vegetación se puede encontrar en el Parque Auyuittuq, aunque las plantas que allí se encuentran van desde las flores, como las Montañas Avens, campion y papaver; hasta arbustos como el abedul enano Saxifrage, el sauce ártico y el brezo. Muchas de las plantas en el Parque Auyuittuq crecen en grupos para crear sus propios microclimas cálidos para sobrevivir a las duras condiciones del Ártico.
Debido a la excepcional vegetación, la fauna es muy escasa. Sólo hay doce especies de mamíferos que viven en el Parque Auyuittuq, como, por ejemplo, lemmings, liebres árticas, armiños, osos polares, zorros árticos y caribúes.
Los pueblos más cercanos son Qikiqtarjuaq y Pangnirtung. Los visitantes que deseen entrar en el parque están obligados a inscribirse en la oficina del parque o en las localidades de Pangnirtung o Qikiqtarjuaq y asistir después a una sesión de orientación.
Son bien conocidos los picos del Monte Asgard con 800 metros de altitud en su cima y el Monte Thor con 1250 metros.

## Galería

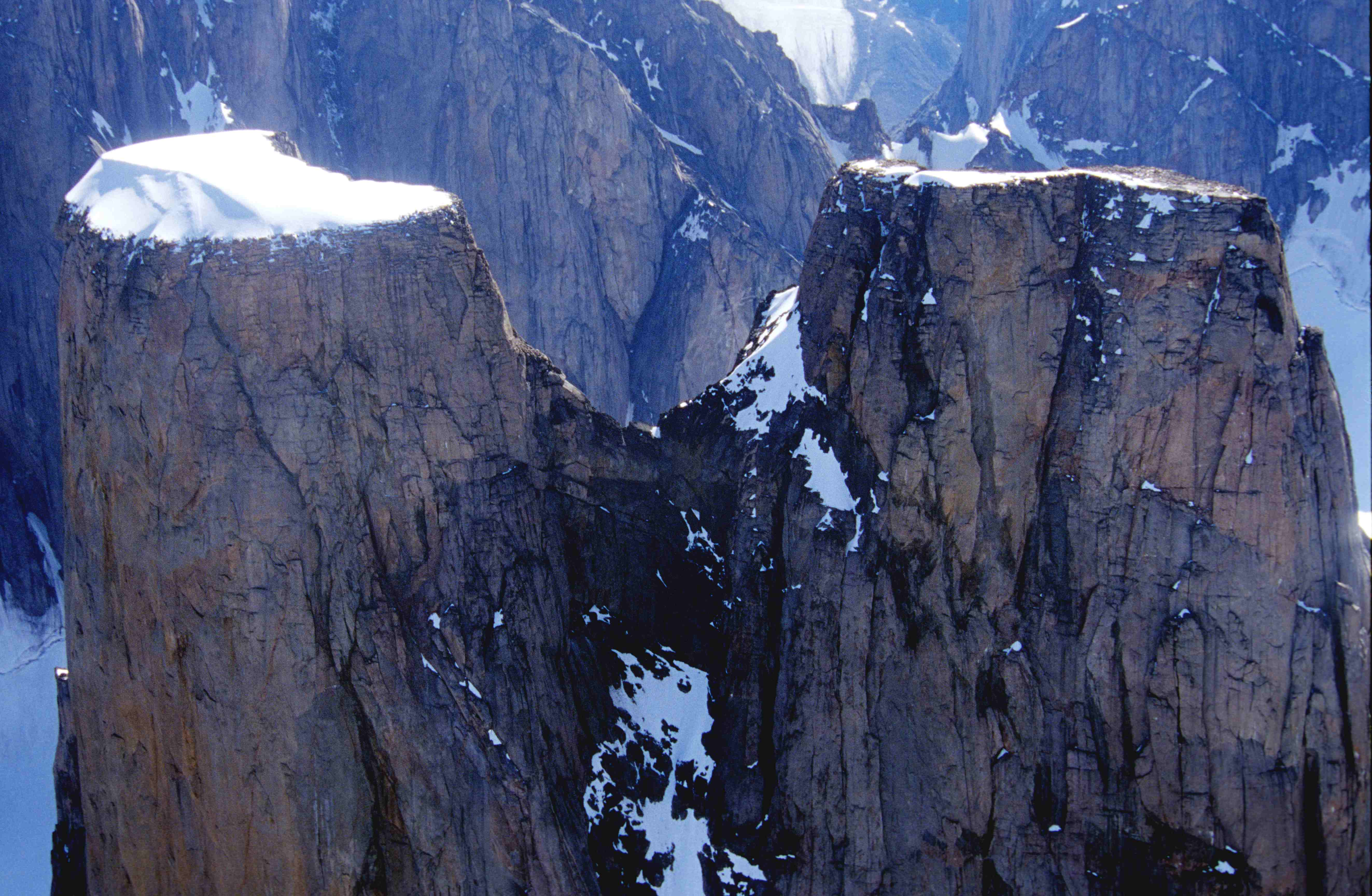
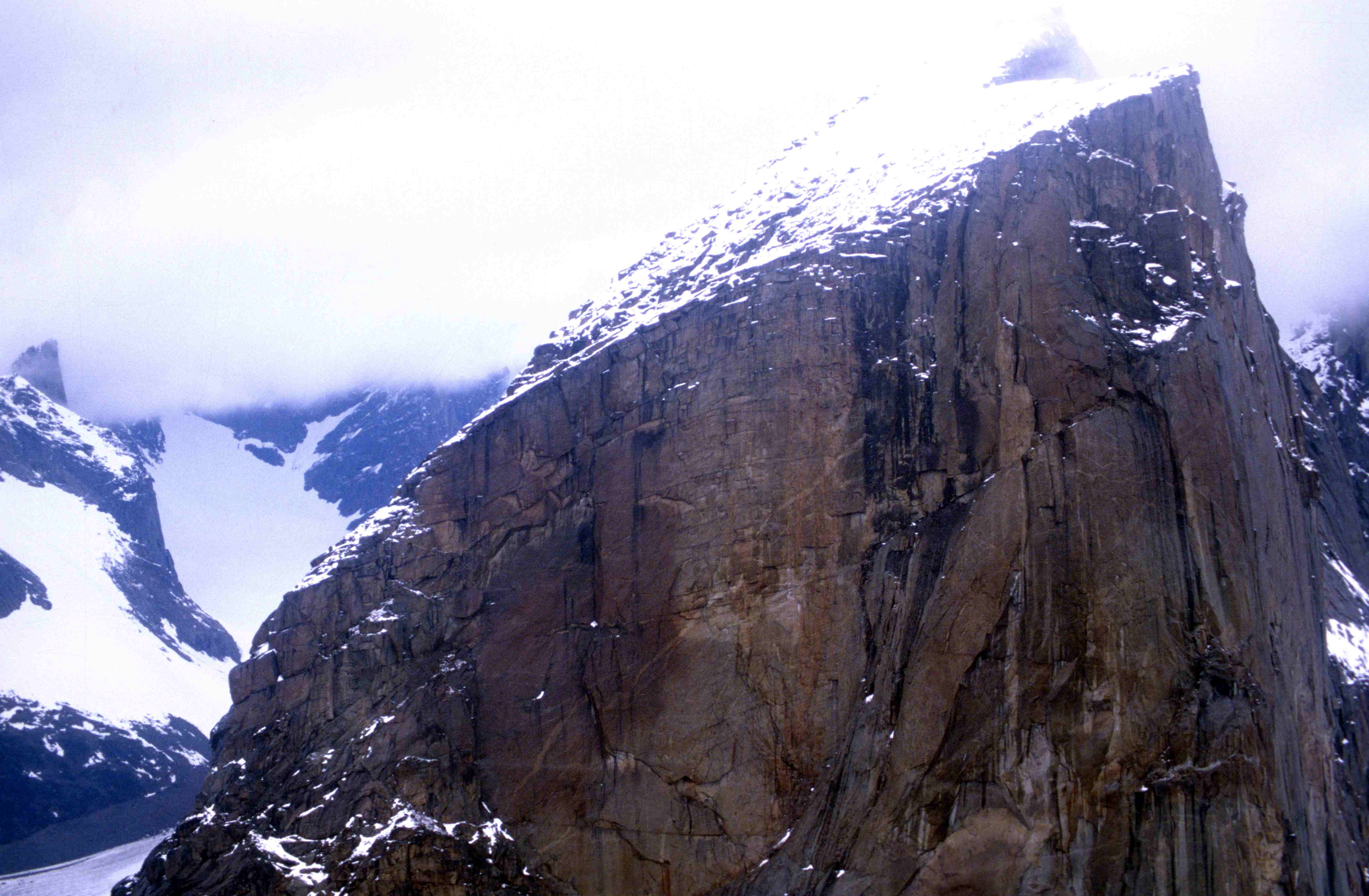
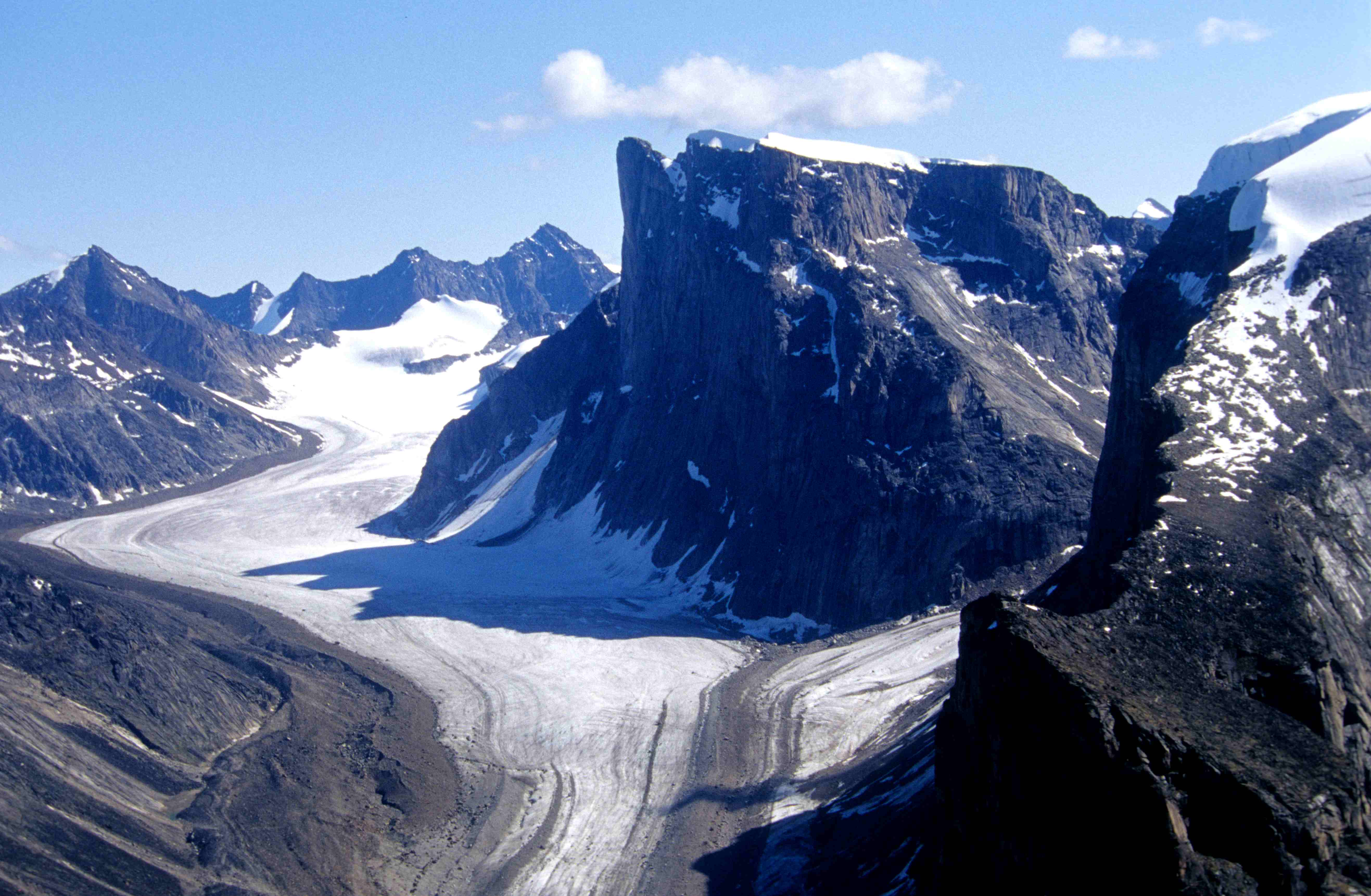
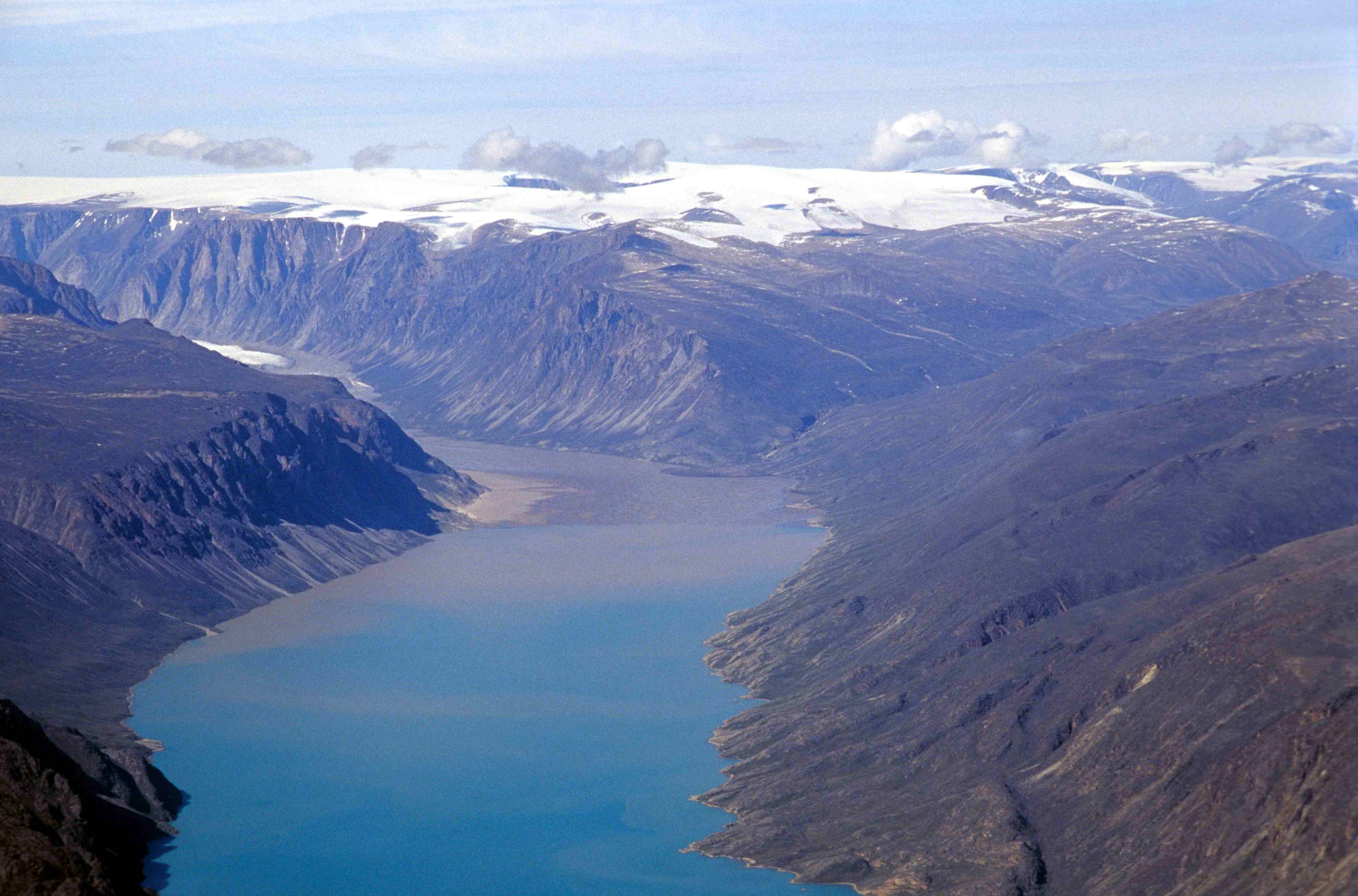